# Charles Kurzman
Charles Kurzman (ur. 6 listopada 1963) – amerykański socjolog, profesor na Uniwersytecie Karoliny Północnej w Chapel Hill, który specjalizuje się w tematyce Azji Zachodniej i islamistyce.

## Życiorys
Po ukończeniu studiów licencjackich na Uniwersytecie Harvarda w 1986 roku rozpoczął studia na Uniwersytecie Kalifornijskim w Berkeley. Tam uzyskał tytuł magistra w 1992 roku, a rozprawę doktorską w 1997. Od 1998 roku pracuje na Uniwersytecie Karoliny Północnej w Chapel Hill.

## Prace
- The Unthinkable Revolution in Iran, Harvard University Press, 2005, ISBN 978-0-674-01843-3
- Democracy Denied, Harvard University Press, 2008, ISBN 978-0-674-03092-3
- The Missing Martyrs: Why Are There So Few Muslim Terrorists?, Oxford University Press, 2011, ISBN 978-0-19-090797-6